# Zatoka Terra Nova
Zatoka Terra Nova (ang. Terra Nova Bay) – zatoka między Cape Washington a Lodowcem Drygalskiego, u wybrzeży Ziemi Wiktorii. 
Zatoka liczy sobie 64 kilometry długości, często pozostaje wolna od lodu. Została odkryta w czasie Discovery Expedition, której liderem był Robert Scott (1901-1904). Nazwana została jak jeden ze statków wspomagających ekspedycję, Terra Nova. Obecnie znajdują się nad nią trzy stacje antarktyczne: letnia włoska stacja Zucchelli, letnia niemiecka stacja Gondwana oraz całoroczna południowokoreańska stacja Jang Bogo. Zatoka jest obszarem szczególnie chronionym.